# 1982年の鉄道
1982年の鉄道（1982ねんのてつどう）とは、1982年（昭和57年）に起こった鉄道関係の出来事をまとめたページである。
1981年の鉄道 - 1982年の鉄道 - 1983年の鉄道

## 出来事の一覧

### 1月
- 1月1日
  - 新潟交通
    - （新駅開業）  黒埼中学前駅 （電車線 越後大野駅 - 新大野駅間）

### 3月
- 3月1日
  - 日本国有鉄道
    - （新駅開業）  恵み野駅 （千歳線 恵庭駅 - 島松駅間）

  - 広島電鉄
    - （新駅開業）  南区役所前停留場 （皆実線 比治山橋停留場 - 皆実町二丁目停留場間）
- 3月21日
  - 札幌市営地下鉄
    - （路線延長） 東西線 白石駅 - 新さっぽろ駅間 (7.4km)
    - （駅開業） 南郷7丁目駅、南郷13丁目駅、南郷18丁目駅、大谷地駅、ひばりが丘駅、新さっぽろ駅（東西線）
- 3月27日
  - 関東鉄道
    - （新駅開業）  新守谷駅 （常総線 守谷駅 - 小絹駅間）

### 4月
- 4月1日
  - 日本国有鉄道
    - （新駅開業）  新利府駅 （東北本線（利府支線） 岩切駅 - 利府駅間）
    - （常設駅化） 大学前駅（現・北海道医療大学駅）←大学前仮乗降場（札沼線）
- 4月20日
  - 福岡市交通局
    - （新規開業）  地下鉄2号線 中洲川端駅 - 呉服町駅間 (0.5km)
    - （路線延長） 地下鉄1号線 天神駅 - 中洲川端駅間 (0.8km)
    - （駅開業） 中洲川端駅（地下鉄1号線、2号線）
    - （駅開業） 呉服町駅（地下鉄2号線）

### 5月
- 5月17日
  - 日本国有鉄道
    - （電化） 関西本線 八田駅 - 亀山駅間 (56.1km・直流1500V)
    - （電化営業開始） 関西本線 名古屋駅 - 八田駅間 (3.8km・直流1500V)

### 6月
- 6月21日
  - 日本国有鉄道
    - （電化） 境線 米子駅 - 後藤駅間 (2.2km・直流1500V)[1]
- 6月23日
  - 日本国有鉄道
    - （新規開業） 東北新幹線 大宮駅 - 盛岡駅間 (465.2km)
    - （駅開業） 白石蔵王駅（東北新幹線）
    - （駅名改称） 那須塩原駅←東那須野駅、新白河駅←磐城西郷駅（東北本線、東北新幹線）
- 6月27日
  - 台湾鉄路管理局
    - （新駅開業） 山里駅、台東駅

### 7月
- 7月1日
  - 日本国有鉄道
    - （電化） 伯備線 倉敷駅 - 伯耆大山駅間 (139.6km・直流1500V)
    - （電化） 山陰本線 伯耆大山駅 - 知井宮駅（現・西出雲駅）間 (71.2km・直流1500V)
    - （新駅開業）  神西駅（現・出雲神西駅） （山陰本線 知井宮駅 - 江南駅間）
- 7月31日
  - 豊橋鉄道
    - （路線延長） 東田支線 井原停留場 - 運動公園前停留場間 (0.6km)
    - （駅開業） 運動公園前停留場（東田支線）

### 8月
- 8月1日
  - 福島臨海鉄道
    - （駅廃止） 東渚駅（小名浜埠頭本線）
- 8月2日
  - 韓国鉄道公社
    - （新駅開業） 石水駅（京釜線）

### 9月
- 9月21日
  - 名古屋市営地下鉄
    - （路線延長） 東山線 高畑駅 - 中村公園駅間 (3.1km)
    - （駅開業） 高畑駅、八田駅、岩塚駅（東山線）

### 10月
- 10月1日
  - 日本国有鉄道
    - （路線廃止） 和歌山線貨物支線 大和二見駅 - 川端駅間
    - （駅廃止） 川端駅（和歌山線貨物支線）

### 11月
- 11月1日
  - 京成電鉄
    - （新駅開業） ユーカリが丘駅 （本線 志津駅 - 京成臼井駅間）
- 11月2日
  - 山万
    - （新規開業）  ユーカリが丘線 ユーカリが丘駅 - （女子大駅） - 中学校駅間 (2.8km)
    - （駅開業） ユーカリが丘駅、公園駅、女子大駅、中学校駅（ユーカリが丘線）
- 11月15日
  - 日本国有鉄道
    - （新規開業）  上越新幹線 大宮駅 - 新潟駅間 (303.6km)
    - （駅開業）  上毛高原駅（上越新幹線）
    - （新駅開業）  燕三条駅（弥彦線 燕駅 - 北三条駅間、上越新幹線）
    - （路線延長） 東海道本線貨物支線 吹田信号場 - 大阪貨物ターミナル駅間 (8.7km)
    - （駅開業）  大阪貨物ターミナル駅（東海道本線貨物支線）
    - （路線廃止） 五日市線貨物支線 武蔵五日市駅 - 大久野駅間
    - （路線廃止） 東海道本線貨物支線（高島線） 高島駅 - 表高島駅間、東高島駅 - 横浜市場駅間
    - （路線廃止） 東海道本線貨物支線（白鳥線） 八幡信号場 - 白鳥駅間
    - （路線廃止） 桜島線貨物支線 安治川口駅 - 大阪北港駅間[2]
    - （貨物営業廃止） 五日市線 立川駅 - 武蔵五日市駅間
    - （駅廃止） 大久野駅（五日市線貨物支線）
    - （駅廃止） 鶴見川口駅（鶴見線。浅野駅に統合）
    - （駅廃止） 表高島駅、横浜市場駅、白鳥駅（東海道本線貨物支線）
    - （駅廃止） 大阪北港駅（桜島線貨物支線）
    - （駅廃止） 起行駅（後藤寺線）
    - （駅廃止・信号場化） 横浜港信号場←横浜港駅（東海道本線貨物支線（横浜臨港線））
    - （駅廃止・信号場化） 淀川信号場←淀川駅（片町線貨物支線（淀川貨物線））

### 12月
- 12月1日
  - 京浜急行電鉄
    - （駅名改称） 能見台駅←谷津坂駅（本線）
- 12月9日
  - 帝都高速度交通営団（現・東京地下鉄）
    - （路線延長） 半蔵門線 永田町駅 - 半蔵門駅間 (1.0km)
    - （駅開業） 半蔵門駅（半蔵門線）
- 12月11日
  - 名古屋鉄道
    - （新規開業）  羽島線（羽島新線） 江吉良駅 - 新羽島駅(1.3km)
    - （駅開業） 新羽島駅（羽島線）
- 12月20日
  - 西武鉄道
    - （駅廃止） 下原駅（池袋線）
- 12月23日
  - ソウル特別市地下鉄公社
    - （路線延長） 2号線 総合運動場駅 - 教大駅間 (5.5km)
    - （駅開業） 三成駅、宣陵駅、駅三駅、江南駅、教大駅

## 主なダイヤ改正
- 3月21日
  - 名古屋鉄道
- 10月18日
  - 名古屋鉄道（岐阜市内線）
- 11月15日
  - 日本国有鉄道

- 12月11日
  - 名古屋鉄道（名古屋本線・竹鼻線・羽島線）

## 鉄道車両

### 新系列・新形式
- 日本国有鉄道
  - EF67形電気機関車
  - 119系電車
  - 203系電車
  - タキ11850形貨車
  - タキ12050形貨車
  - タキ23650形貨車
  - ホキ5900形貨車
  - ホキ7600形貨車
- 小田急電鉄
  - 8000形電車
- 京浜急行電鉄
  - 2000形電車
- 京成電鉄
  - 3600形電車
- 東京モノレール
  - 700形電車
- 大井川鉄道（現・大井川鐵道）
  - DD20形ディーゼル機関車
- 近畿日本鉄道
  - 1201系電車
  - 12600系電車
  - 260系電車
- 京阪電気鉄道
  - 1800系電車（2代）
- 南海電気鉄道
  - 8200系電車
- 阪急電鉄
  - 4050形電車
  - 7300系電車
- 広島電鉄
  - 700形電車（2代）
- 長崎電気軌道
  - 1200形電車
- 熊本市交通局
  - 8200形電車
- 台湾鉄路管理局
  - DR2800型気動車
- スイス連邦鉄道
  - Re440形電気機関車

### 譲渡形式
- 富士急行←小田急電鉄
  - 5700形電車
- 大井川鉄道←西武鉄道
  - スイテ82形客車

### 消滅形式
- 日本国有鉄道
  - EF12形電気機関車
  - 155系電車
  - シキ110形貨車
  - シキ700形貨車
  - ホキ1900形貨車（2代）
  - ホキ4700形貨車
  - ホキ5500形貨車
- 小田急電鉄
  - 2300形電車
- 京王帝都電鉄
  - 2700系電車
- 富士急行
  - 7000形電車
  - モニ100形電車
- 三岐鉄道
  - モハ120・モハ130・クハ210形電車
- 近畿日本鉄道
  - 18000系電車
- 阪急電鉄
  - 920系電車
  - 4200・4500形電車

### 受賞
- 第25回ブルーリボン賞 - 箱根登山鉄道 1000形電車
- 第22回ローレル賞 - 福岡市交通局 1000系電車